# Solvent Yellow 124
Solvent Yellow 124 ist die Colour-Index-Bezeichnung für einen gelben Azofarbstoff, der in der Europäischen Union als Markierstoff zum Nachweis von Heizöl verwendet wird. Solvent Yellow 124 gehört zur anwendungstechnischen Klasse der Lösungsmittelfarbstoffe.

## Anwendung bei Heizöl

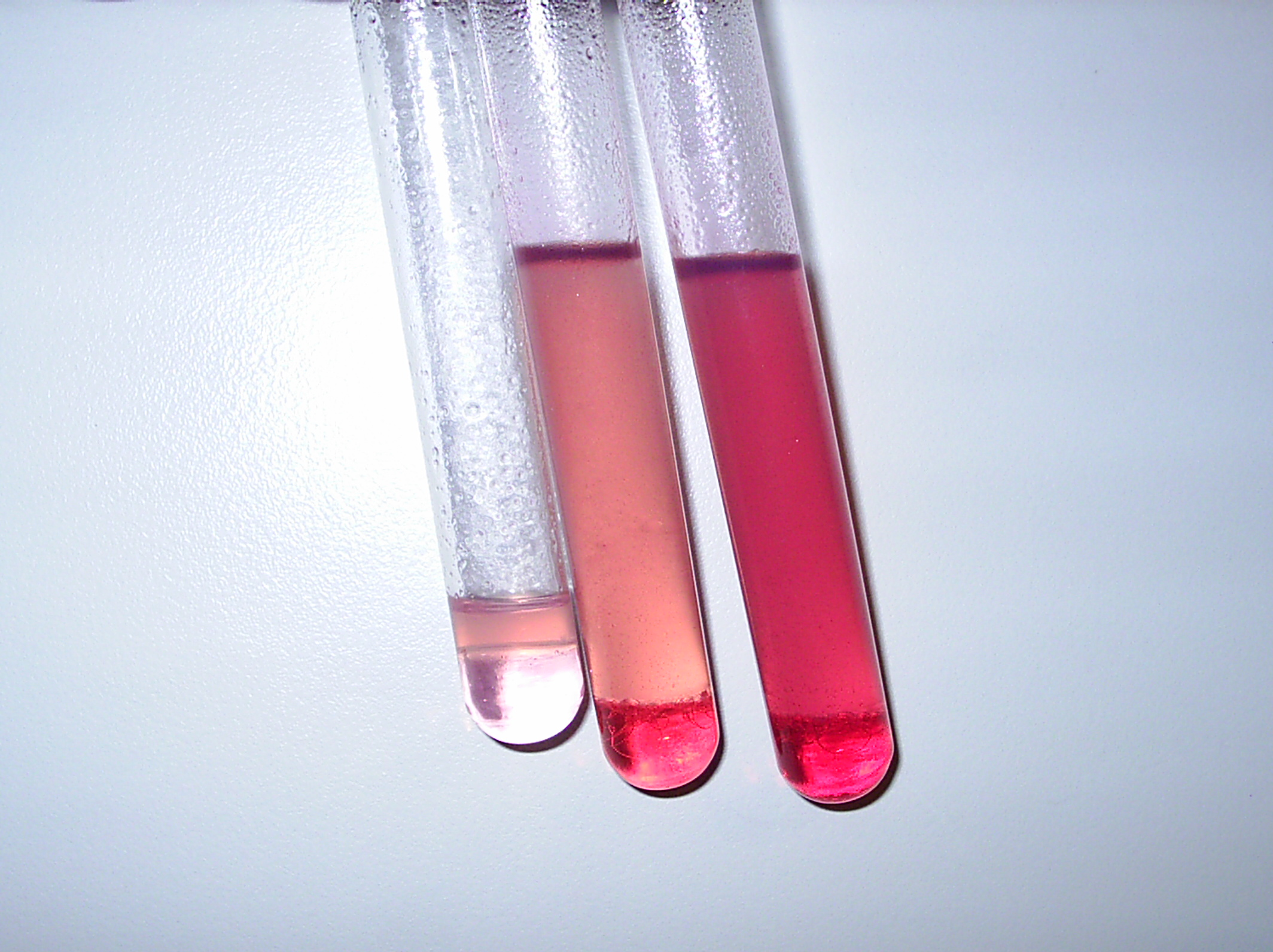
Positiver Test auf leichtes Heizöl

Um eine missbräuchliche Verwendung von (steuerbegünstigtem, d. h. vergleichsweise billigem) Heizöl als Kraftstoff zu erschweren, wurde am 1. April 1976 eine Kennzeichnung eingeführt. In Deutschland wurde und wird wie in den meisten EU-Mitgliedstaaten leichtes Heizöl rot eingefärbt. Es gibt aber auch Gelb- oder Blaufärbungen.
Da die Färbung von einem technisch Versierten relativ leicht entfernt werden kann, wurde zunächst Furfural zugesetzt, das mit einem einfachen Test nachweisbar ist. Weil Furfural zu instabil ist und der Test nur mit relativ gefährlichen Reagenzien durchgeführt werden kann, wurde Furfural durch Solvent Yellow 124 ersetzt. Um Verstöße auch international verfolgen zu können, ist seit dem 1. August 2002 in den EU-Mitgliedstaaten zur einheitlichen Heizölkennzeichnung als Markierstoff nur noch Solvent Yellow 124 zugelassen. Solvent Yellow 124 selbst färbt das Heizöl kaum, auch nicht gelb. Der rote Farbstoff wird zur einfachen Unterscheidung weiterhin zusätzlich beigemischt.
Bedingt durch die geringe Resistenz von Solvent Yellow 124 gegen verschiedene chemische und physikalische Entfernungsverfahren hat das Joint Research Center 2017 eine Empfehlung für den Wechsel des Kennzeichnungsstoffes ausgesprochen. Mit Durchführungsbeschluss (EU) 2022/197 vom 17. Januar 2022 wurde ACCUTRACE™ PLUS mit dem maßgeblichen Inhaltsstoff Butoxybenzol als neuer Markierstoff festgelegt. Die Verwendung von Solvent Yellow 124 war noch bis zum 31. Dezember 2023 gestattet. Zusätzlich durften noch bis zum 31. März 2024 so markierte Restbestände innerhalb des Mitgliedsstaates abverkauft werden.

## Nachweis
Solvent Yellow 124 ist selbst bei hoher Verdünnung mit einem Indikatorreagenz nachzuweisen. Auch der Anteil des zugemischten Heizöls ist zu ermitteln. Dabei reagiert Solvent Yellow 124 im sauren Milieu zu einem intensiv roten wasserlöslichen Farbstoff, der die untere wässrige Phase rot färbt.